# أندريه دوبونت
أندريه دوبونت هو لاعب هوكي الجليد كندي، ولد في 27 يوليو 1949 في تروا ريفيير في كندا.

## وصلات خارجية
- أندريه دوبونت على موقع دوري الهوكي الوطني (الإنجليزية)
- أندريه دوبونت على موقع قاعة مشاهير الهوكي (لاعب أن.إتش.أل) (الإنجليزية)
- أندريه دوبونت على موقع EliteProspects.com (الإنجليزية)
- أندريه دوبونت على موقع HockeyDB.com (الإنجليزية)
- أندريه دوبونت على موقع Hockey-Reference.com (الإنجليزية)